# Abantis
Abantis là một chi bướm ngày thuộc họ Bướm nâu.

## Các loài
- Abantis adelica (Karsch, 1892)
- Abantis arctomarginata Lathy, 1901
- Abantis bamptoni Collins & Larsen, 1994
- Abantis bicolor (Trimen, 1864)
- Abantis bismarcki Karsch, 1892
- Abantis canopus (Trimen, 1864)
- Abantis cassualalla (Bethune-Baker, 1911)
- Abantis contigua Evans, 1937
- Abantis efulensis Holland, 1896
- Abantis elegantula (Mabille, 1890)
- Abantis eltringhami Jordan, 1932
- Abantis hindei (Druce, 1903)
- Abantis ja Druce, 1909
- Abantis leucogaster (Mabille, 1890)
- Abantis levubu (Wallengren, 1857)
- Abantis lucretia Druce, 1909
- Abantis meneliki Berger, 1979
- Abantis meru Evans, 1947
- Abantis nigeriana Butler, 1901
- Abantis paradisea (Butler, 1870)
- Abantis pillaana (Wallengren, 1857)
- Abantis pseudonigeriana Usher, 1984
- Abantis rubra Holland, 1920
- Abantis tanobia Collins & Larsen, 2005
- Abantis tettensis Hopffer, 1855
- Abantis venosa Trimen, 1889
- Abantis vidua Weymer, 1901
- Abantis zambesiaca (Westwood, 1874)

## Hình ảnh

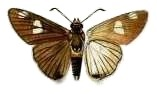
Abantis venosa